# フレスコボール
フレスコボール（英: Frescoball、Frescobol（スペイン語・ポルトガル語））とは、ブラジルのリオデジャネイロ発祥のラケットスポーツである。日本では激しい羽根突きの様なスポーツと表現される。年齢や性別に関わらず楽しめるため、ブラジルではビーチで老若男女がプレーしている。

## 特徴
フレスコボールはビーチテニスやテニスと似てはいるが、異なるスポーツである。なぜならフレスコボールは対戦競技ではないからである。向かい合う選手同士は敵ではなく、ペア、すなわち味方である。他のラケットスポーツとは異なり、相手のミスを誘ってポイントを稼ぐのではなく、一定時間内にどれだけラリー回数を重ねられたかを競う種目である。また、テニスのように向かい合う選手を阻むようなネットや厳密なコートがある訳ではない。

## ルール
選手の距離 2021年度競技ルール 選手同士は 7m 以上離れて競技を行います。7m 未満で連続して競技を続けている場合、審判より注意を行います。
試合前のウォーミングアップ  試合前に、1 分間のウォーミングアップを 行います。
競技時間   5 分間のランニングタイムで行います。
試合中の休憩   試合中に1 回のみ、落球が発生したタイミングで任意に1分間の休憩を取ることができます。 休憩中は競技時間の計測を止めます。※2020 年まではラリー継続中でも休憩申告を認めていましたが、2021 年度からは上記のようにいたします。   休憩中に、審判に対しアタック回数の確認を行うことができます。 落球回数は誤伝を避けるために、確認を行うことはできません。   

競技の開始と終了   競技開始:審判がスタート音を流し、スタート音終了後から競技開始とします。  ※競技開始タイミングは変更ありません。「バモス!」が発声された時点からを競技の開始、各種カウントを有効といたします。 ※この項目の遵守は、下記インプレッションポイントの評価対象ともなります。   競技終了:5分経過後、審判から終了の合図を出した時点で競技終了とします。   
落球の判断   ・ボールが地面に着いたとき ・ボールが選手、観客、審判の身体に触れたとき   ・ボールが障害物(テント、ネット、椅子等の設営物)に触れたとき   ※ボールが手に触れて返球された場合、審判の判断でラリーを止める可能性があります。
競技中のボール保持について  競技開始時、ラリーに使用するボール1球以外にプレイヤーがボールを保持することは認めません。   また競技に使用するボールはボーラーから配給されたもののみといたします。   落球してコートに落ちているボールをプレイヤーが拾って使用することは認めません。
ボーラー(競技中に配給、回収をする役)について  原則、出場ペアが任意のボーラー 1名を事前に指定します。   どうしてもボーラーを事前に決めることができなかった場合のみ、   JFBA へ事前申告し JFBA が斡旋をいたします。
ボーラーの位置について   競技を行うペアが希望通りに指定することができます。
服装について   指定する条件はありません。  ペアでお揃いのユニフォームや水着などを着用するなど、自由にファッションも  お楽しみください。
採点方法  ペアの得点は、以下の 1~6 項目の合算で算出いたします。   
1.総打数ポイント   ラケットにボールが当たった数から落球数を差し引いた数の得点  1 打=1pt 1 落球=-1pt の合算 ※同一人物が 1 人で連続して 2 回以上ラケットに当てた場合は、1 回目のみカウントします。   
2. 落球ポイント   ボールを落とした回数を参照し加算される得点(最大 300 pt) ※加算される得点は以下の表を参照   落球   落球回数が 30 回に到達した時点で、競技時間にかかわらず競技を強制終了とします。   
落球回数によって 10pt 毎に減点されて いきます。   
3. アタックポイント  ラリーの強弱、フォームによっていずれかがディフェンスと判断できるラリーをペア間で相対  的に判断し加点  1 打=2 点   ・腕を振り抜き、しっかりとフォロースルーがある打球  ・打ち返した打球が、前の打球よりも速度のある打球  上記を満たす打球をアタックと定義します。  ※上記条件を満たせば、フォアハンド・バックハンド問わずアタックとしてカウントします。 ※上記定義に従い、アタックをアタックで返す=2 球連続でアタックとして判断されるということは無いものとします。 ※2020 年度までのルールとは異なり、バックアタックのみを採点項目とした個別のカウントはしません。   
4.アタックバランスポイント   ペア両者の各アタック回数と、ペア間のアタック回数の差をもとに、以下の式で算出した  ポイントを加点します。  (少ない方のアタック数 ÷ 多い方のアタック数)×(ペアの総アタック数 ÷ 2)     ※小数点は切り捨てます。

例   選手A のアタック数:50 選手B のアタック数:100   (50 ÷100)×(150 ÷ 2)=53.5   小数点を切り捨て、53 点が加点されます。   
5. アタックボーナスポイント   ペアの総アタック数が200を超えていた場合、201打以降のアタック数に対して従量加算される 得点総アタック数に応じて以下の通りに加算 pt が変動します。   算出方法   総アタック数 201~230 →201打目含むアタック数 1×1pt 総アタック数 231~ →231打目含むアタック数 1×2pt   例   A×B ペアの総アタック数=251 201~230=30 pt 231~251=42 pt 計:72pt 加算   
6. インプレッションポイント   以下の項目に対する印象点を、審判 4名が総合的に1~5 段階で評価します。 4名の評価の合算 ×10pt(最大200pt)   ・アタックのダイナミックさ、力強さ、スピードなど   ・攻守のスイッチの美しさ、スムーズさ、タイミングなど   ・自然なラリーの中で生まれるテクニカルなプレイ(例:バックアタック、股抜き、背面打ち、   ディフェンスのファインプレイなど)   ・打ち出しのフライングや、7m 距離の確保などプレイマナーの遵守   以上の項目の合算でペアの得点を算出いたします。

## 用具

フレスコボールの用具
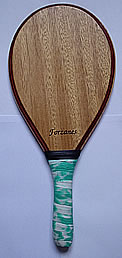
木製のラケット
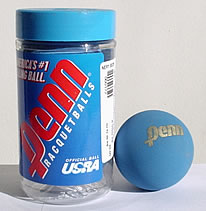
ボール

ラケット
ラケットの素材：木およびファイバーに準ずるもの
大きさ：縦50cmまで、横25cmまで
重さ：300~450g
ボール
プレッシャーボール（ゴムで作られて、中から空気圧をかけている）
大きさ：5.7cm
重さ:40g
色：指定無し。競技者や大会主催者の好きな色で行える
服装
基本的に自由。ビーチでやる際には水着などを着て行う。大会時には、大会指定のシャツを着て試合をすることが多い。
- フレスコボールの用具
- 木製のラケット
- ボール

## 打ち方
フォアハンド
一番使用頻度が高いのがフォアハンド。 力まず手首を固定して、ラケットの面を相手に向けて、ボールを押し出すような感覚で打つ。
バックハンド
体の正面やラケット持ち手の反対側にボールが飛んで来たときに、ラケットの裏側、バックハンドを使う。ラケットを持っていない手を添えて、両手で返す選手もいる。
フックショット
頭の頭上にボールが来たとき、肩から大きく回転させて打つフックショット。 強い打球になるので、ペアの熟練度・技術が必要である。
ダストショット
頭低めに返された打球をすくい上げるように打ち返すのがこのショット。 床を掃除しているかのような動作から名付けられた。

## 歴史

### フレスコボールの起源
フレスコボールは第二次世界大戦後の1945年頃にリオデジャネイロのコパカバーナビーチで、考案されたとされている。しかし、正式には誰がいつ発明したかは明らかになっていない。
1950年代に、ある男がコパカバーナ地区に住む友人とよくビーチでテニスをしていた。潮風によってラケットが壊れるので、海水にも耐えられる木製のラケットを欲していたので、別の友人へ作成を頼んだ。彼は大工仕事をしており、ラケット作りに挑み、今日のラケットの原型を作った。そして、このような取り組みが実を結び、今日のようなスポーツへと発展し、現在では“フレスコボール”と呼ばれるスポーツが生まれた。
2015年3月には、メキシコ、プラヤ・デル・カルメンにて第1回フレスコボール世界選手権が開催され、世界各国から選手が集まった。日本からも2組出場を果たしている。中南米や欧州を中心として、世界規模で競技人口を着実に伸ばしているスポーツである。

### 日本での普及
日本では2013年にリオデジャネイロでフレスコボールと出会った窪島剣璽が、日本での普及を目指し同年にも、日本フレスコボール協会 （会長 窪島剣璽）を設立し、2014年より活発に普及活動が行われている。
2015年8月には、三浦海岸にて日本国内で初となるフレスコボールの競技大会「Frescoball JAPAN OPEN 2015」が行われた。

## 類似競技
- マットコット（英語: Matkot）
- ラケットーニ（イタリア語: Racchettoni）
- パラス・デ・プラヤ（スペイン語: Palas (deporte)）
- ビーチテニス
- 羽根突き
- パドルテニス